# Rigging (Animation)

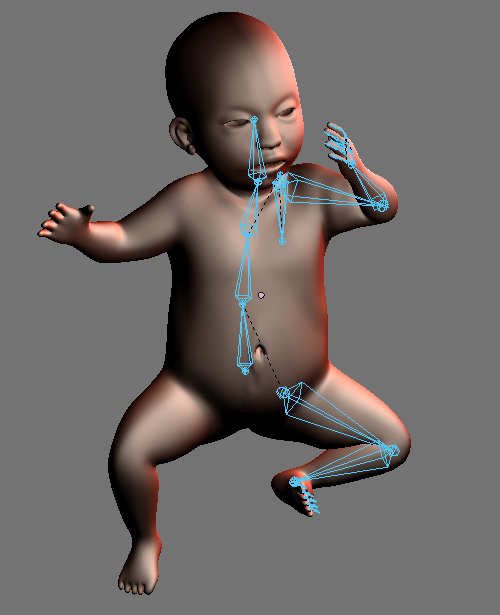
Skelett (Rig) eines 3D-Modells

Das Rigging ist ein Prozess im Bereich der 3D-Animation. 
Beim Rigging wird mithilfe einer entsprechenden Software ein sogenanntes Skelett bzw. Rig aus Bones (Knochen) oder auch Joints (Gelenken) konstruiert, das festlegt, wie die einzelnen Teile eines Meshes (eines Polygonnetzes) bewegt werden können. Nicht selten orientiert man sich bei der Konstruktion an der Beschaffenheit eines tatsächlichen Skelettes, beispielsweise bildet man etwa einen echten Oberschenkelknochen oder ein echtes Kniegelenk nach.
Nachdem das Skelett bzw. Rig erstellt worden ist, kann es mit dem Polygonnetz gekoppelt werden. In einem weiteren Arbeitsschritt, dem Skinning, sind oft noch einige kleinere Fehler auszubügeln, die beim Koppeln des Meshes an das Rig aufgetreten sind.
Ziel des Riggings ist es, eine für die Animation geeignete Kontrollstruktur zu erschaffen. Neben den Knochen (Joints) eines Skeletts können prinzipiell eine Vielzahl von Funktionen Teil eines Rigs sein, die das Verhalten des Rigs steuern. So können Schalter eingebaut werden, die beispielsweise die Joints entweder in Vorwärts- oder Inverser Kinematik, so dass in der Animation die für die jeweilige Situation passende Funktionalität des Rigs genutzt werden kann.

## Rigging-fähige 3D-Grafiksoftware (Auswahl)
- Autodesk Maya
- Autodesk 3D Studio Max
- Animation:Master
- Anim8or
- Blender
- Lightwave 3D
- Luxology Modo
- Maxon Cinema 4D
- SideFX Houdini
- Softimage XSI